# Presidente

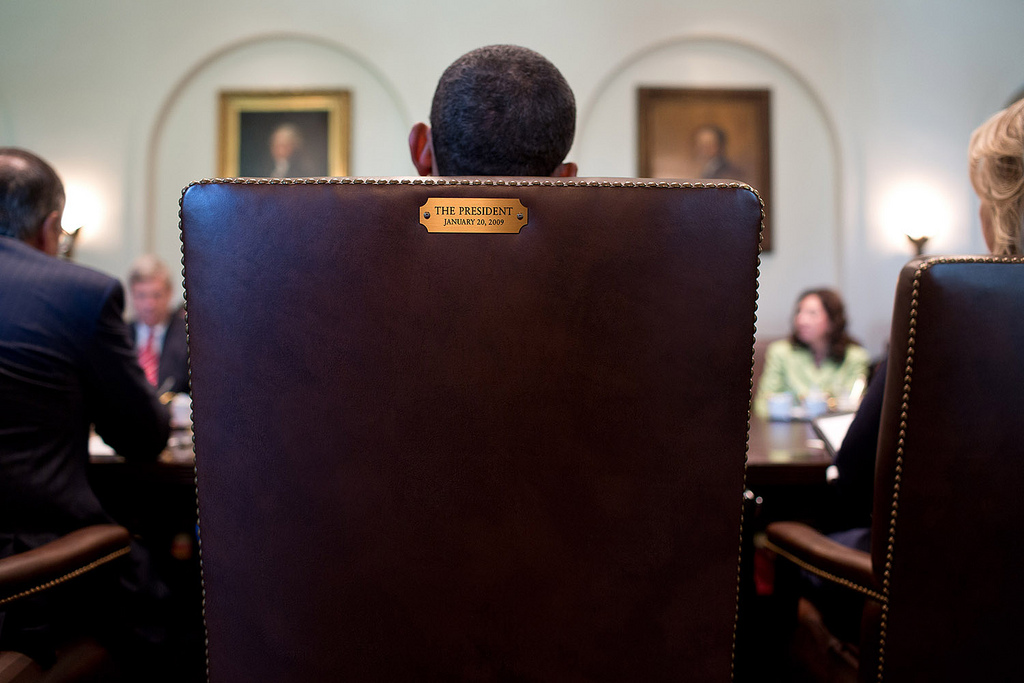
Parte trasera de la silla donde se encuentra sentado Barack Obama, 44° presidente de Estados Unidos, la cual lleva una placa con las inscripciones: The President January 20, 2009 (en español: El Presidente 20 de enero de 2009).

Presidente (femenino: presidenta; del latín praesĭdens, -entis, ‘el que dirige una reunión’), por lo general, es la designación utilizada para identificar a la persona que dirige una reunión, una sesión de trabajo o una asamblea. Actualmente, el término aislado se refiere al funcionario público, electo para un período determinado, que ostenta el poder ejecutivo de un Estado o de una región. Esta fórmula fue incorporada por primera vez en la Constitución de los Estados Unidos y actualmente se utiliza de manera generalizada. Además, sirve para identificar a quien preside determinado órgano público colegiado, como los son en vía de ejemplo, los presidentes respectivos del Congreso (tanto en la Cámara Alta como en la Cámara Baja), Corte Suprema, Tribunal Constitucional y otros. 
De la misma manera y por extensión se denomina también, en algunos países, al máximo directivo de empresas privadas, universidades, cámaras empresariales, asociaciones e instituciones de diversa índole, públicas o privadas.
También existe la palabra vicepresidente y su equivalente femenino vicepresidenta, con un rango inmediatamente inferior al del presidente en la jerarquía organizacional.

## Etimología

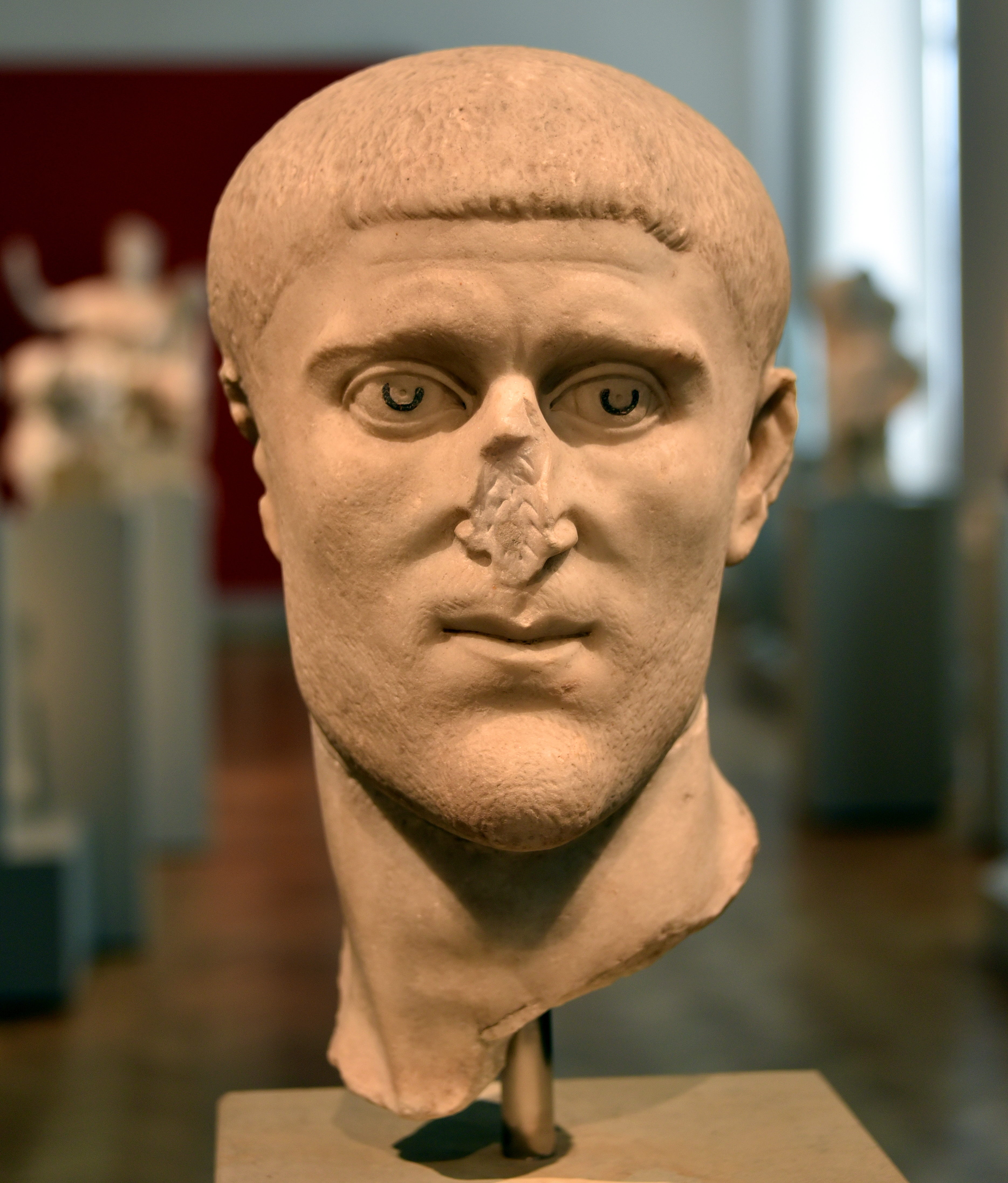
En la última fase del Imperio romano y la Antigüedad tardía, «presidente» (praeses provinciae) era un título usado para referirse al gobernador de una provincia. Según algunos autores como Radke, lospraesides formaban el nivel más bajo de las gobernaturas provinciales. En la imagen, busto del emperador Constancio I, quien durante el reinado de Caro alcanzó el puesto de praeses de la provincia de Dalmacia.

El participio presente activo sustantivado praesĭdens (acusativo: praesidentem) significaba ‘que preside; presidente, líder’ y proviene del verbo praesideō, -ēre (‘presidir’). Este se compone de prae- (‘antes, delante’) y sedeō (‘sentarse, estar sentado’). El significado original era ‘estar sentado al frente, proteger’, en el sentido de dirigir una reunión o ‘estar situado al frente para proteger a los demás’. Un significado secundario es ‘mandar, gobernar’. Entonces praesĭdens significa ‘el que dirige una reunión’ o ‘gobernador, comandante’. A partir de la raíz praesidēre derivan palabras como «presidente/presidenta», «presidio» y «presea».

## Historia
Como se explicó anteriormente, el título presidente proviene del latín prae- ‘antes, delante’ + sedeō ‘sentarse, estar sentado’. Durante el Alto imperio romano, la forma genérica de llamar a un gobernador de provincia era el de Rector provinciae. A partir de la época de Tácito se empiezan a registrar los términos de praeses y praesidens que también pasan a designar al gobernador romano, aunque es el término praesidens el que adquiere más popularidad y sobrevive gracias tanto a autores cristianos posteriores y a su uso en cargos eclecíasticos. Posteriormente este título empieza a designar al titular o funcionario que preside o se sienta delante de una reunión y se asegura de que el debate se lleve a cabo de acuerdo con las reglas de orden (compárese con presidente del Consejo de Administración, speaker), pero actualmente se refiere más comúnmente a un cargo ejecutivo en cualquier organización social. Otros ejemplos son de las universidades de Oxford y Cambridge (desde 1464) y el presidente fundador de la Real Sociedad de Londres, William Brouncker, en 1660. Este uso sobrevive hoy en día en el título de cargos como «presidente de la Junta de Comercio» y «lord presidente del Consejo» en el Reino Unido, así como «presidente del Senado» en los Estados Unidos (uno de los roles asignado constitucionalmente al vicepresidente). El sacerdote que oficia en ciertos servicios religiosos anglicanos también se denomina a veces «presidente» en este sentido. Sin embargo, el uso moderno más común es como el título de un jefe de Estado en una república.

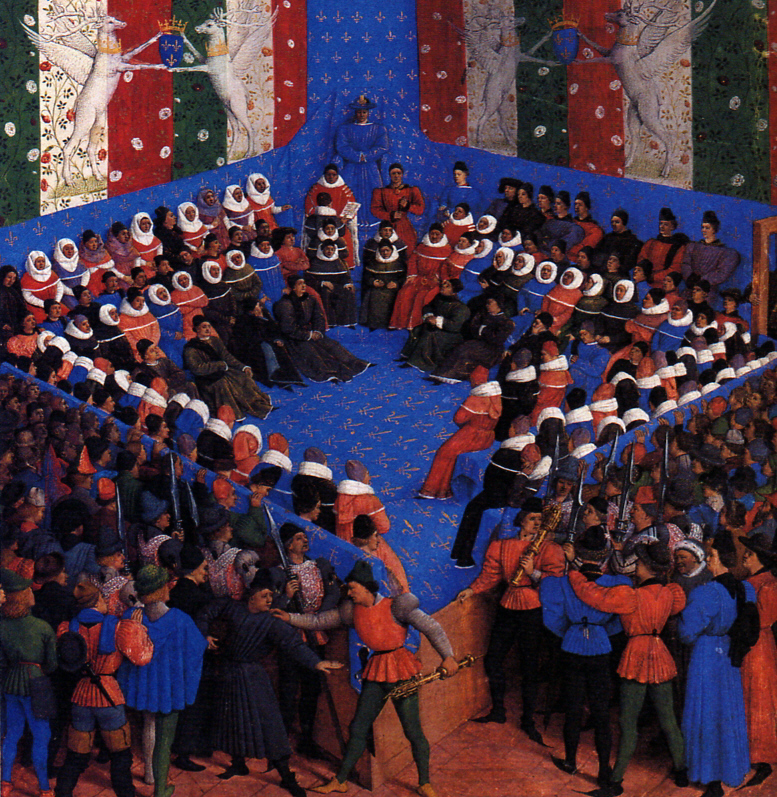
Lit de justice celebrado por Carlos VIII de Francia en Vendôme. Los presidentes de las cámaras de los parlamentos están en la fila superior.

En la Francia prerrevolucionaria, el presidente de un parlamento era un poderoso magistrado, miembro de la llamada noblesse de robe («nobleza de toga»), con considerable autoridad tanto judicial como administrativa. El nombre se refería a su función principal de presidir juicios y otras audiencias. En los siglos XVII y XVIII, los escaños en los parlamentos, incluidas las presidencias, se convirtieron efectivamente en hereditarios, ya que el titular del cargo podía asegurarse de que lo pasaría a un heredero pagando a la Corona un impuesto especial conocido como paulette. Sin embargo, el puesto de premier président («primer presidente») solo podía ser ocupado por nominados del rey. Los parlamentos fueron abolidos por la Revolución francesa. En la Francia moderna, el juez principal de un tribunal se le denomina presidente (président de la cour).
En la inglesa Biblia del rey Jacobo, la palabra presidents también se usa en Daniel 6:2 para traducir el término arameo סָרְכִ֣ין (sā·rə·ḵîn), una palabra de probable origen persa que significa ‘oficiales’, ‘comisionados’, ‘supervisores’ o ‘jefes’. En la traducción española Reina-Valera de 1909 también se traduce como «presidentes».
El primer uso de la palabra presidente para denotar al funcionario de mayor rango de un Gobierno fue durante la Mancomunidad de Inglaterra. Después de la abolición de la monarquía, el Consejo de Estado, cuyos miembros eran elegidos por la Cámara de los Comunes, se convirtió en el gobierno ejecutivo de la Mancomunidad. El Consejo de Estado era el sucesor del Consejo Privado, que anteriormente había estado encabezado por el lord presidente; su sucesor, el Consejo de Estado, también estuvo encabezado por un lord presidente, el primero de los cuales fue John Bradshaw. Sin embargo, el lord presidente por sí solo no era jefe de Estado, porque ese cargo estaba en manos del consejo en su conjunto.

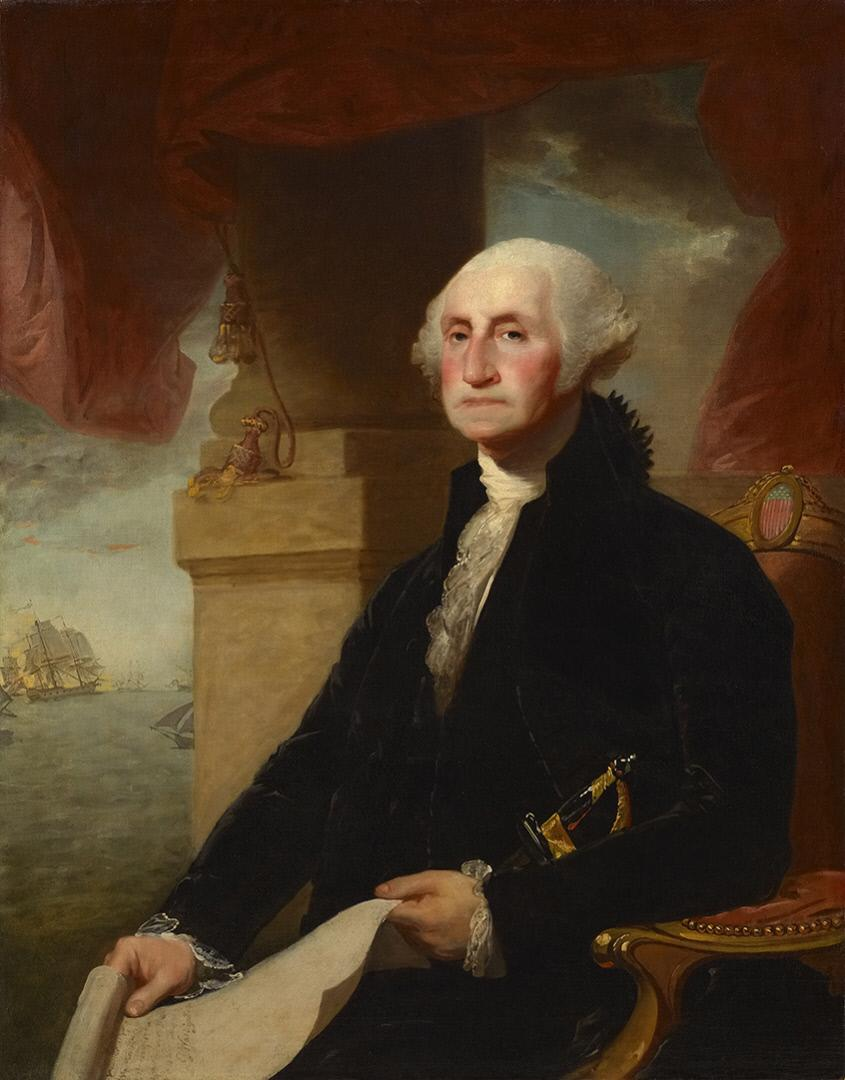
George Washington, primer presidente de los Estados Unidos.

El uso moderno para designar a una sola persona que es el jefe de Estado de una república se remonta directamente a la Constitución de los Estados Unidos de 1787, que creó el cargo de presidente de los Estados Unidos; su primer titular fue George Washington (1789-1797). Los gobiernos estadounidenses anteriores habían sido encabezados por «presidentes» (como el presidente del Congreso Continental o el presidente del Congreso Provincial de Massachusetts), pero estos eran presidentes en el sentido antiguo, sin autoridad ejecutiva. Se ha sugerido que el uso ejecutivo del término se tomó prestado de los primeros colegios y universidades estadounidenses, que generalmente estaban dirigidos por un presidente.
Un estilo común de dirección para los presidentes, «Sr./Sra. Presidente», se toma de la tradición parlamentaria británica, en la que se hace referencia al presidente de la Cámara de los Comunes como «Sr./Sra. portavoz» (Mr/Mrs. Speaker). Coincidentemente, este uso se asemeja a la antigua costumbre francesa de referirse al presidente de un parlamento como Monsieur/Madame le Président, una forma de tratamiento que en la Francia moderna se aplica tanto al presidente de la República como a los jueces principales. Del mismo modo, los parlamentarios francófonos se dirigen al presidente de la Cámara de los Comunes canadiense como Monsieur/Madame le/la Président(e). En la novela Las amistades peligrosas de Pierre Choderlos de Laclos de 1782, el personaje identificado como Madame la Présidente de Tourvel («señora presidenta de Tourvel») es la esposa de un magistrado en un parlamento. El nombre ficticio Tourvel no se refiere al parlamento en el que se encuentra el magistrado, sino más bien, a imitación de un título aristocrático, a su propiedad privada.
Una vez que Estados Unidos adoptó el título de «presidente» para su jefe de Estado republicano, muchas otras naciones siguieron su ejemplo. Haití se convirtió en la primera república presidencial de América Latina cuando Henri Christophe asumió el título en 1807. Casi todas las naciones americanas que se independizaron de España a principios de las décadas de 1810 y 1820 eligieron a un presidente al estilo estadounidense como líder ejecutivo. El primer presidente europeo fue el presidente de la República Italiana de 1802, un Estado cliente de la Francia revolucionaria, en la persona de Napoleón Bonaparte. El primer presidente africano fue el presidente de Liberia (1848), mientras que el primer presidente asiático fue el presidente de la República de China (1912).
En los siglos XX y XXI, los poderes de las presidencias han variado de un país a otro. El espectro de poder ha incluido desde presidentes vitalicios y hereditarios hasta jefes de Estado ceremoniales. Los presidentes de los países con forma de gobierno democrática o representativa suelen ser elegidos por un período determinado y en algunos casos pueden ser reelegidos por el mismo proceso por el que fueron designados, es decir, en muchas naciones, elecciones populares periódicas. Los poderes conferidos a tales presidentes varían considerablemente. Algunas presidencias, como la de Irlanda, son en gran medida ceremoniales, mientras que otros sistemas otorgan al presidente poderes decisorios como el nombramiento y destitución de primeros ministros o gabinetes, el poder de declarar la guerra y el de veto sobre la legislación. En muchas naciones, el presidente es también el comandante en jefe de las fuerzas armadas de la nación, aunque una vez más, esto puede variar desde un rol ceremonial hasta uno con una autoridad considerable.

## Clasificación

### Ejecutivos de alto rango
Puede designar al líder de una organización, empresa, comunidad, club, sindicato, corporación u otro grupo social. La relación entre el presidente y el director ejecutivo (CEO) varía según la estructura de una organización. De manera similar a un director de operaciones, el título de presidente corporativo como una posición separada ―en lugar de combinarse con una designación C-suite, como «presidente y director ejecutivo» o «presidente y director de operaciones»― también está vagamente definido; el presidente suele ostentar el rango más alto legalmente reconocido de funcionario corporativo, clasificándose por encima de los diversos vicepresidentes (así como el vicepresidente sénior y el vicepresidente ejecutivo), pero por sí solo generalmente se considera subordinado, en la práctica, al director ejecutivo. Los poderes de un presidente varían ampliamente entre organizaciones y tales atribuciones provienen de una autorización específica en los estatutos, como las Robert's Rules of Order (por ejemplo, el presidente puede tomar una «decisión ejecutiva» solo si los estatutos lo permiten).

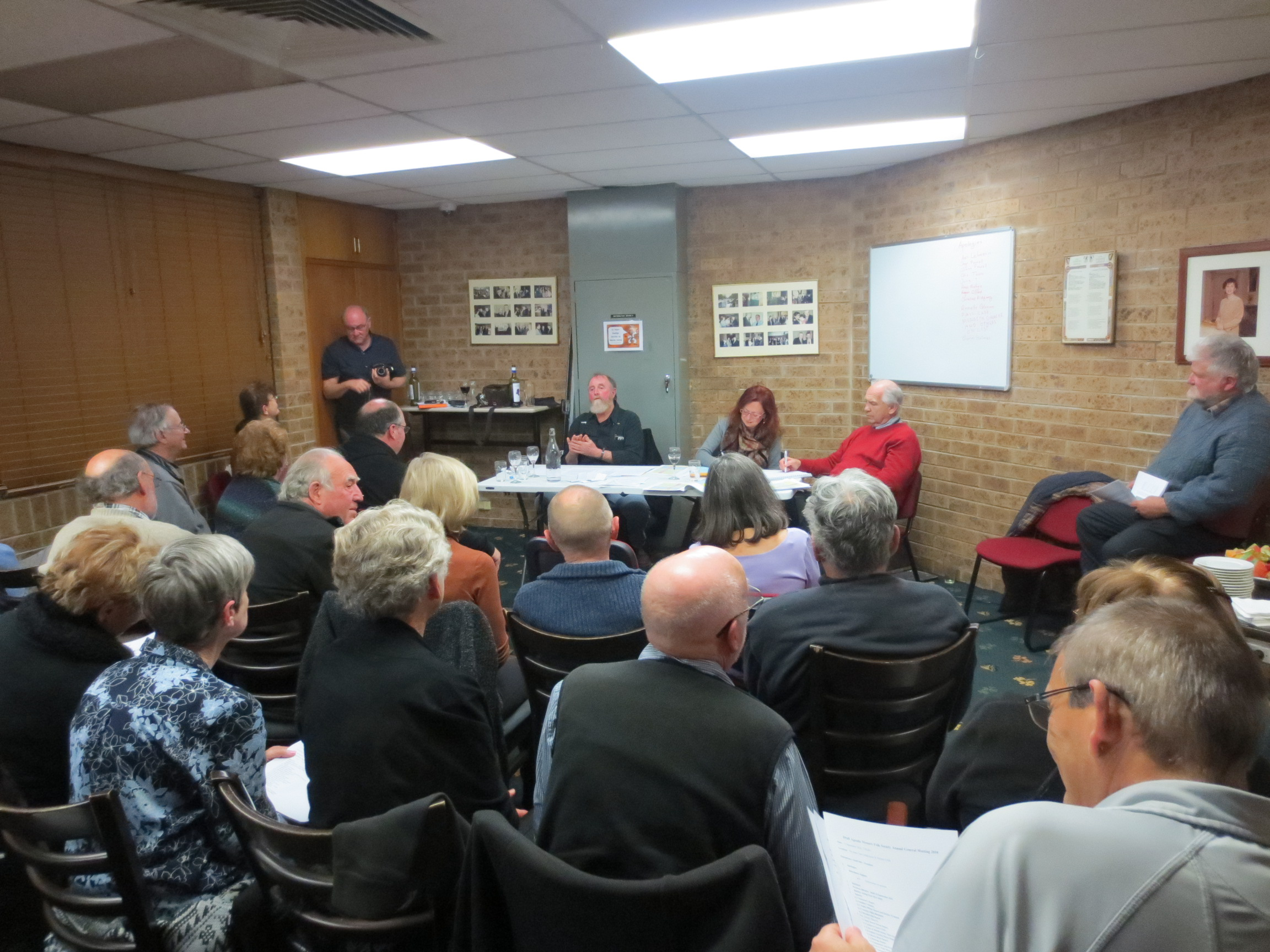
Presidente dirigiendo la junta general de accionistas de una pequeña organización de voluntarios; se encuentra sentado a la izquierda de la mesa en el fondo.

Los poderes del presidente varían ampliamente entre las organizaciones. En algunas, tiene autoridad para contratar personal y tomar decisiones financieras, en otras solo hace recomendaciones a un consejo de administración y en otras no tiene poderes ejecutivos y es principalmente un vocero de la organización. La cantidad de poder otorgado al presidente depende del tipo de organización, su estructura y las reglas que ha creado para sí mismo.
Además de los deberes administrativos o ejecutivos en las organizaciones, un presidente tiene los deberes de presidir las reuniones. Tales deberes en las reuniones incluyen:
- llamar al orden en la reunión,
- determinar si hay cuórum,
- anunciar los puntos en el orden del día o agenda a medida que surgen,
- reconocer de los miembros para hacer uso de la palabra,
- hacer cumplir las reglas del grupo,
- someter todas las cuestiones (mociones) a votación, y
- aplazar la reunión.

En el ejercicio de sus funciones, el presidente se mantiene imparcial y no interrumpe a los oradores si un alguno tiene la palabra y sigue las reglas del grupo. En los comités o juntas pequeñas, el presidente vota junto con los demás miembros. Sin embargo, en asambleas o juntas más grandes, el presidente debe votar solo cuando pueda afectar el resultado. En una reunión, el presidente solo tiene un voto (es decir, el presidente no puede votar dos veces y no puede anular la decisión del grupo a menos que la organización le haya dado específicamente tal autoridad).

### Directores universitarios
El presidente de una universidad es el título del funcionario de más alto rango dentro la administración académica de los sistemas universitarios que prefieren esa denominación sobre otras variaciones como canciller (cancelario) o rector. La antigüedad relativa varía entre instituciones.
Las universidades inglesas estaban encabezadas por un funcionario llamado «canciller» (por lo general, una posición ceremonial), mientras que el administrador principal ostentaba el título de «vicecanciller» (cf. cancelario). Pero las primeras instituciones de educación superior de Estados Unidos (como la Universidad Harvard y la Universidad Yale) no se parecían tanto a una universidad de tamaño completo como a uno de sus colegios constituyentes. Varios colegios de la Universidad de Cambridge eran dirigidas por un funcionario llamado «presidente». El director, por ejemplo, del Magdalene College, era llamado «maestro» y su segundo al mando el «presidente». El primer presidente de Harvard, Henry Dunster, había sido educado en Magdalene. Algunos han especulado que tomó prestado el término por un sentido de humildad, considerándose a sí mismo solo como un marcador de posición temporal. El primer funcionario del Yale College, originalmente un «rector» (según el uso de las universidades de Europa continental), se convirtió en «presidente» en 1745.

### Jefes de Estado

#### Sistemas presidencialistas

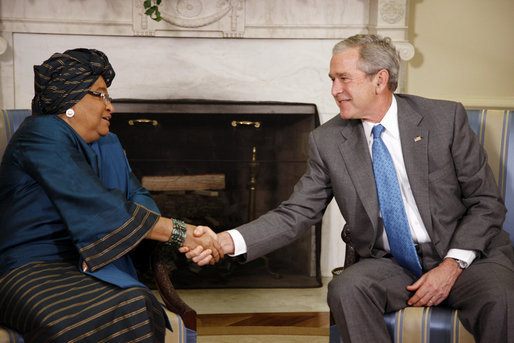
Ellen Johnson-Sirleaf (a la izquierda) y George W. Bush, presidentes de Liberia y los Estados Unidos, respectivamente.

En casi todos los Estados con sistema presidencialista de gobierno, el presidente ejerce las funciones de jefe de Estado y jefe de Gobierno, es decir, el presidente dirige el poder ejecutivo del Gobierno. Cuando un presidente no solo es jefe de Estado, sino también jefe de Gobierno, esto se conoce en Europa como presidente del consejo (del francés Président du Conseil), utilizado entre 1871 y 1940 y entre 1944 y 1958 en la Tercera y Cuarta República francesas. En los Estados Unidos, el presidente siempre ha sido tanto jefe de Estado como jefe de Gobierno y siempre ha tenido el título de presidente.
Los presidentes en este sistema son elegidos directamente por voto popular o indirectamente por un colegio electoral o algún otro organismo elegido democráticamente.
En los Estados Unidos, el presidente es elegido indirectamente por el Colegio Electoral compuesto por electores elegidos por los votantes en la elección presidencial. En la mayoría de los estados de los Estados Unidos, cada elector se compromete a votar por un candidato específico determinado por el voto popular en cada estado, de modo que el pueblo, al votar por cada elector, en efecto vota por el candidato. Sin embargo, por diversas razones, es poco probable que el número de electores a favor de cada candidato sea proporcional al voto popular. Así, en cinco elecciones reñidas en los Estados Unidos (1824, 1876, 1888, 2000 y 2016), el candidato con más votos populares perdió la elección.

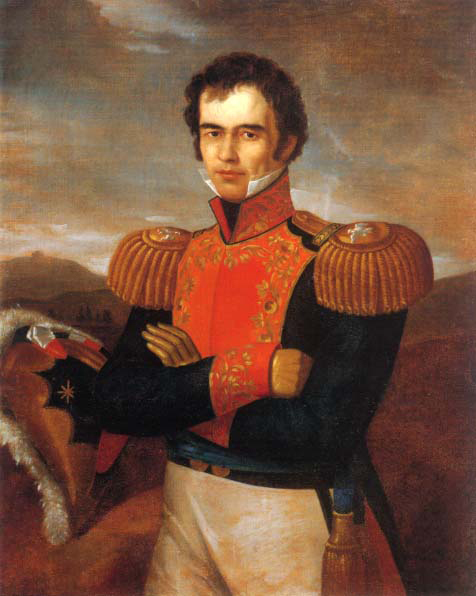
Guadalupe Victoria, primer presidente de México.

En México, el presidente es elegido directamente por voto popular para un período de seis años (coloquialemente llamado sexenio). El candidato que obtiene la mayor cantidad de votos es elegido presidente incluso sin mayoría absoluta. Al presidente se le permite servir solo un mandato.
En Brasil, el presidente es elegido directamente por voto popular para un período de cuatro años. Un candidato debe tener más del 50 % de los votos válidos. Si ningún candidato logra la mayoría de los votos, se realiza una segunda vuelta entre los dos candidatos con más votos. Una vez más, un candidato necesita la mayoría de los votos para ser elegido. Además, un presidente no puede ser elegido para más de dos mandatos consecutivos, pero no hay límite en el número de mandatos que puede desempeñar un presidente.
Muchas naciones americanas (principalmente de sudamericanas y centroamericanas) africanas y algunas asiáticas siguen este modelo presidencial.

#### Sistemas semipresidencialistas

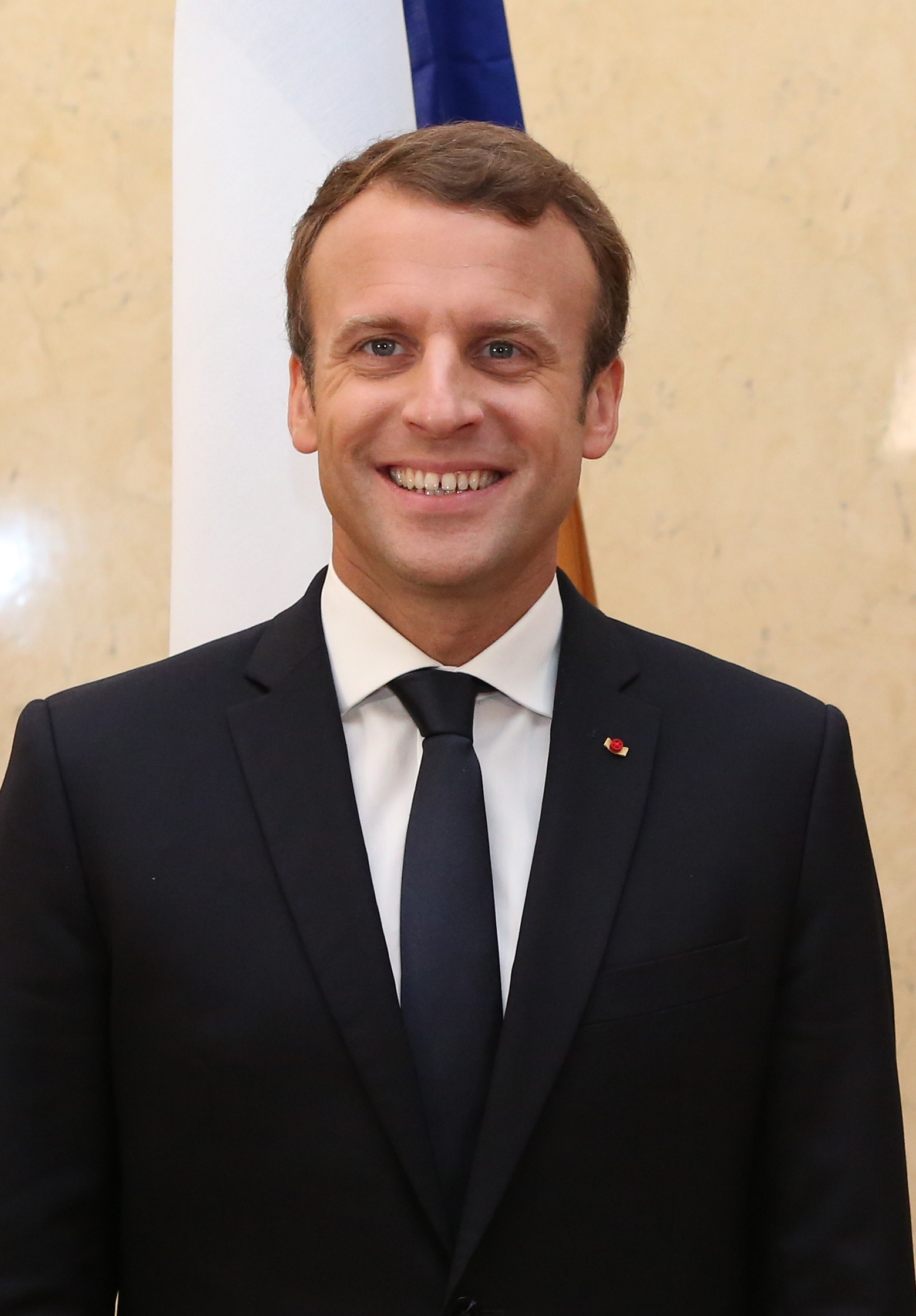
Emmanuel Macron, presidente de la República Francesa.

Un segundo sistema es el sistema semipresidencialista, también conocido como «modelo francés». En este sistema, como en el sistema parlamentario, hay un presidente y un primer ministro; pero a diferencia del sistema parlamentario, el presidente puede tener un poder significativo en el día a día. Por ejemplo, en Francia, cuando su partido controla la mayoría de los escaños en la Asamblea Nacional, el presidente puede operar en estrecha colaboración con el Parlamento y el primer ministro y trabajar hacia una agenda común. Sin embargo, cuando la Asamblea Nacional está controlada por sus oponentes, el presidente puede verse marginado con el primer ministro del partido de oposición ejerciendo la mayor parte del poder. Aunque el primer ministro sigue siendo designado por el presidente, este último debe obedecer las reglas del Parlamento y seleccionar un líder del partido mayoritario de la Cámara Baja. Así, a veces el presidente y el primer ministro pueden ser aliados, a veces rivales; esta última situación se conoce en Francia como cohabitación. Las variantes del sistema semipresidencial francés, desarrollado a principios de la Quinta República por Charles de Gaulle, se utilizan en Francia, Portugal, Rumania, Sri Lanka y varios países poscoloniales que han emulado el modelo francés. En Finlandia, aunque la Constitución de 2000 avanzó hacia una presidencia ceremonial, el sistema sigue siendo formalmente semipresidencialista, y el presidente de Finlandia conserva, por ejemplo, los poderes de política exterior y nombramiento.

#### Sistemas parlamentarios
La república parlamentaria es un sistema parlamentario en el que la presidencia es en gran medida ceremonial, ya sea de facto o sin autoridad ejecutiva significativa (como el presidente de Austria) o de iure sin poder ejecutivo significativo (como el presidente de Irlanda), y el poder ejecutivo recae en el primer ministro, quien automáticamente asume el cargo como líder de un partido mayoritario o de una coalición, pero toma juramento del cargo administrado por el presidente. Sin embargo, el presidente es jefe del servicio civil, comandante en jefe de las fuerzas armadas y en algunos casos puede disolver el parlamento. Los países que utilizan este sistema incluyen Austria, Armenia, Albania, Bangladés, República Checa, Alemania, Grecia, Hungría, Islandia, India, Irlanda, Israel, Italia,  Malta, Pakistán y Singapur.
Una variación de la república parlamentaria es un sistema con un presidente con poderes ejecutivos (es el jefe de Estado y de Gobierno) pero, a diferencia de un sistema presidencial, es elegido por un Parlamento (no por voto popular) y responde ante él, y se lo denomina presidente. Los países que utilizan este sistema incluyen Botsuana, Nauru y Sudáfrica.

#### Regímenes dictatoriales
En las dictaduras, el título de presidente lo toman con frecuencia líderes autoproclamados o respaldados por militares. Tal es el caso en muchos Estados: Idi Amin en Uganda, Mobutu Sese Seko en Zaire, Ferdinand Marcos en Filipinas, Suharto en Indonesia y Sadam Huseín en Irak son algunos ejemplos. Otros presidentes en Estados autoritarios han ejercido solo poder simbólico o ningún poder, como Francisco Craveiro Lopes en Portugal y Joaquín Balaguer durante la «era de Trujillo» de la República Dominicana, cuando, en realidad, es leal o es controlado por otros individuos o fuerzas internas o externas.
Presidente vitalicio es un título asumido por algunos dictadores para tratar de asegurar que nunca se cuestione su autoridad o legitimidad, como Alexandre Pétion, Rafael Carrera, Josip Broz Tito y François Duvalier que murieron en el cargo. Kim Il-sung fue nombrado «presidente eterno de la República» después de su muerte; actualmente no hay ningún presidente de la República Popular Democrática de Corea, ya que ese cargo fue abolido en la Constitución vigente y sus poderes han sido divididos entre el presidente de la Asamblea Suprema del Pueblo y el presidente de la Comisión de Asuntos Estatales.

#### Presidencias colegiadas
Solo una pequeña minoría de las repúblicas modernas no tiene un solo jefe de Estado. Algunos ejemplos de esto son:

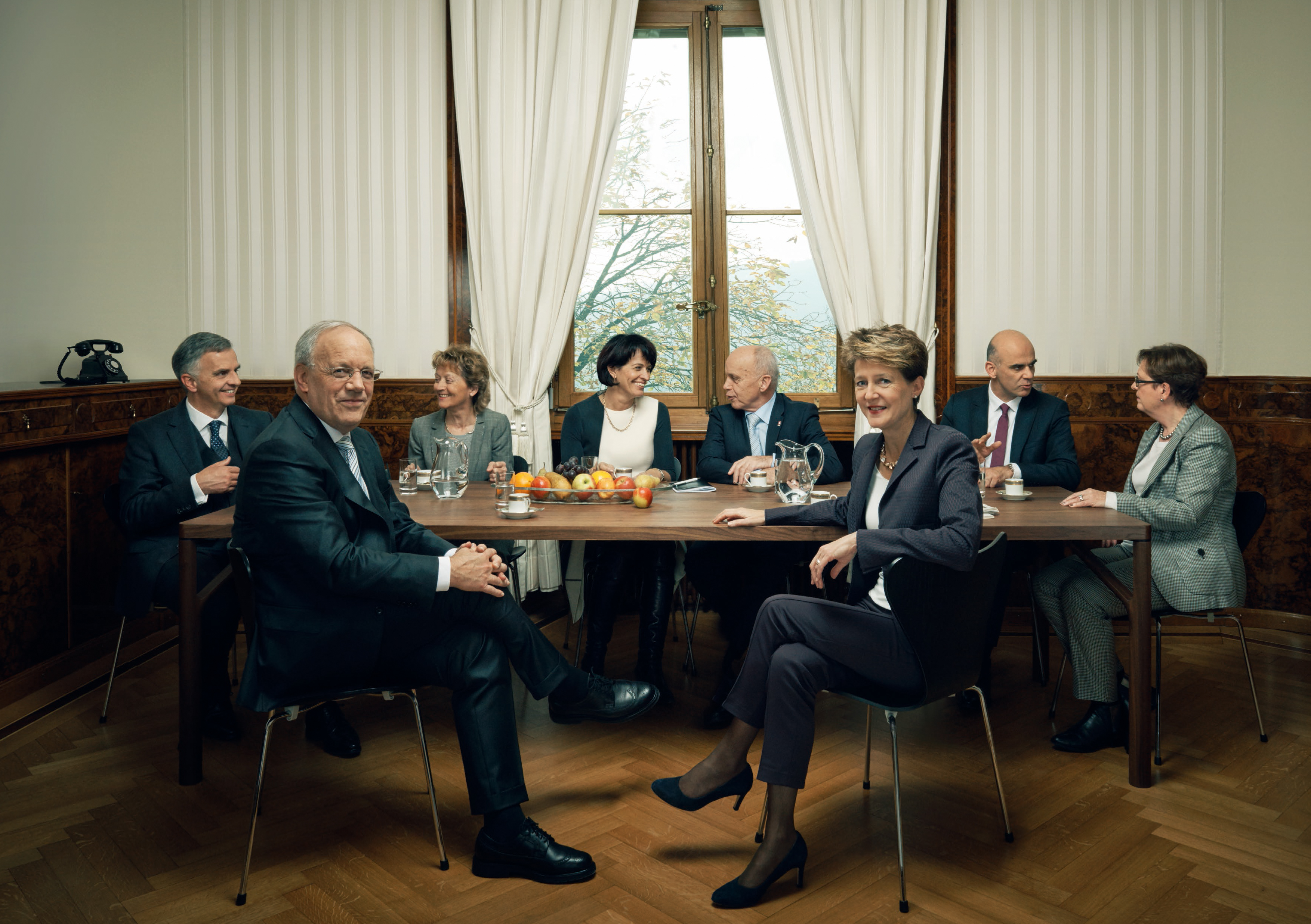
El Consejo Federal de Suiza, de siete miembros, sirve como jefe colegiado de Gobierno y Estado.

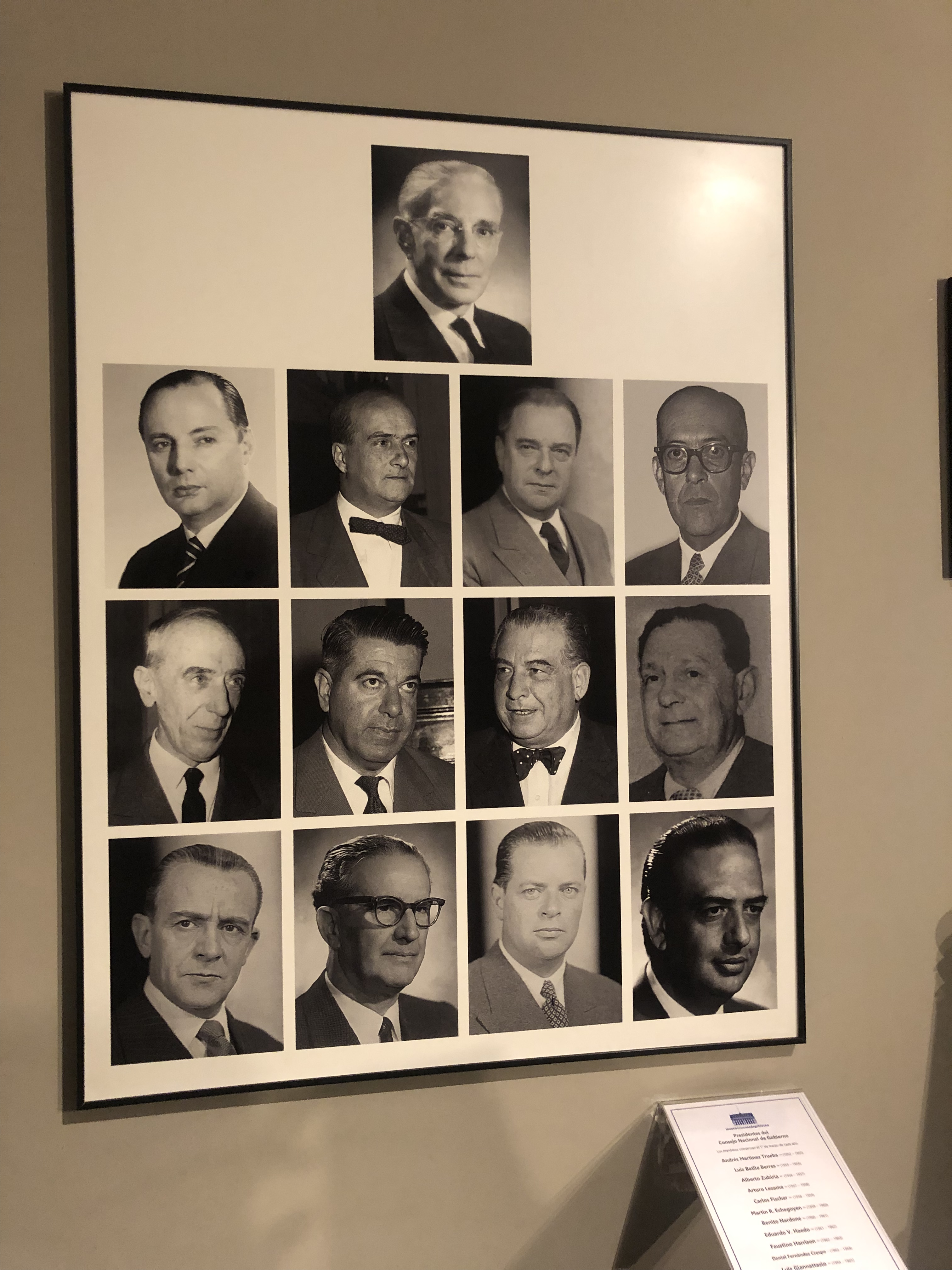
Miembros del Consejo Nacional de Gobierno de Uruguay, inspirado en el sistema suizo, existió entre 1952 y 1967.

- Suiza, donde la jefatura del Estado recae colegiadamente en el Consejo Federal de siete miembros, aunque también existe un presidente de la Confederación, miembro del Consejo Federal (primus inter pares) y elegido por la Asamblea Federal para un mandato de un año. De acuerdo a la costumbre, el cargo rota cada día de Año Nuevo.
- Uruguay desde 1952 hasta 1967 depositó la jefatura del gobierno y del Estado íntegramente en el Consejo Nacional de Gobierno, inspirado en sistema suizo, estaba compuesto por 9 consejeros electos en forma directa por 4 años, sin reelección inmediata. A la agrupación política más votada le correspondían 6 consejeros y 3 a la que le seguía. El Presidente del Consejo se designaba rotativamente en forma anual entre los miembros del Consejo más votados.
- Los capitanes regentes de San Marino elegidos por el Gran Consejo General.
- En la antigua Unión Soviética desde 1922 hasta 1938 existió un cargo de jefe de Estado colegiado conocido como el Comité Ejecutivo Central que constaba de cuatro y más tarde siete presidentes que representaban a los comités ejecutivos centrales de todas las repúblicas incorporadas de Rusia, Bielorrusia, Ucrania, Transcaucasusia y desde 1925 Uzbekistán, Turkmenistán y Tayikistán. Sin embargo, desde 1927 hasta 1989, el poder real fue ejercido por el secretario general del Partido Comunista de la Unión Soviética. Después de 1938, el presídium del Sóviet Supremo ejerció los poderes de un jefe de Estado colegiado, y su presidente frecuentemente era llamado «presidente» en Occidente, aunque más tarde se estableció un jefe de Estado singular llamado «presidente» en 1990.
- Yugoslavia después de la muerte de Josip Broz Tito, donde una presidencia consistía de miembros de cada unidad federal y gobernó el país hasta su disolución.
- Ucrania, en 1918-1920 existía un Directorio compuesta por siete líderes de facciones parlamentarias y se desempeñaba como jefe de Estado colegiado.
- La Presidencia de Bosnia y Herzegovina, de tres miembros, con representantes cada uno de los grupos étnicos más grandes del país y sirve como jefe de Estado colegiado de Bosnia y Herzegovina.
- Junta de Gobierno de Reconstrucción Nacional en Nicaragua desde 1979 hasta 1985.

#### Sistemas de partido único
El presidente de la República Popular China es el jefe de Estado de ese país. Según la Constitución, la presidencia es un cargo puramente ceremonial con poder limitado. Sin embargo, desde 1993, por convención, la presidencia ha sido ejercida simultáneamente por el secretario general del Comité Central del Partido Comunista de China, el máximo líder en el sistema de partido único. Entre 1982 y 2018, la Constitución estipulaba que el presidente no podía desempeñar el cargo en más de dos mandatos consecutivos. Durante la era de Mao no hubo límites de mandato para este cargo. En 2018, se abolieron estas restricciones, pero sus poderes y función ceremonial no cambiaron.

### Jefes de Gobierno
Algunos países con sistemas parlamentarios utilizan un término que significa o se traduce como presidente (en algunos idiomas no tiene distinción con el del jefe de Estado) para el jefe de Gobierno parlamentario, con frecuencia como «presidente del Gobierno», «presidente del Consejo de Ministros» o «presidente del Consejo Ejecutivo».
Sin embargo, dicho funcionario no es explícitamente el presidente del país. Estos funcionarios se denominan «presidente» utilizando un sentido más antiguo de la palabra, para indicar el hecho de que el encabeza el Gabinete. Generalmente existe un jefe de Estado separado en su país que, en cambio, funge como el presidente o monarca.
Por lo tanto, dichos funcionarios son por definición ministros principales y, para evitar confusiones, se los describe simplemente como «primer ministro» cuando se los menciona internacionalmente.

## Denominaciones

### Poder ejecutivo

#### Jefaturas de Estado
En las repúblicas presidencialistas y semipresidencialistas, el jefe de Estado oficialmente recibe el título de «presidente de la República» (en Argentina se llama «presidente de la Nación Argentina», en México «presidente de los Estados Unidos Mexicanos»), que puede abreviarse a presidente. En las repúblicas parlamentarias es más frecuente que el título del jefe de Estado sea simplemente «presidente».
No obstante, en algunas constituciones se utiliza explícitamente el término «presidente constitucional» cuando este ha llegado al poder de forma legal y legítima (de iure), entre otras condiciones; el concepto se opone al de «presidente de facto», generalmente identificado o acusado por la oposición o resistencia de «anticonstitucional», «inconstitucional», «ilegítimo» o «ilegal» (dictadura, tiranía, etc.), que puede o no tener reconocimiento internacional.

#### Jefaturas de Gobierno
En algunos países el jefe de Gobierno recibe constitucionalmente un título específico, aunque es frecuente que los medios de comunicación de masas utilicen primer ministro como expresión abreviada o comodín para todos los casos:
- «Presidente del Gobierno»: Croacia, Eslovenia, España, Polonia, Rusia, etc.
- «Presidente del Consejo de Ministros»: Bosnia y Herzegovina, Francia (en algunos períodos de su historia), Italia, Perú, Unión Soviética (extinto), etc.
- «Presidente del Consejo Ejecutivo»: Estado Libre Irlandés (1922-1937), Yugoslavia (1963-1992).
- «Presidente del Ministerio»: Portugal (1910-1933).
- «Presidente»: Irán (este se encarga del Gobierno y está subordinado al «líder supremo», el jefe de Estado).
- «Ministro presidente» (calco del alemán Ministerpräsident): Austria (1867-1918), Hungría, Letonia, Países Bajos.

### Poder legislativo
El líder y presentente de legislaturas unicamerales o de una o ambas cámaras de legislaturas bicamerales tienen el título de «presidente».

### Poder judicial
Los términos «juez presidente» o «magistrado presidente» se usan generalmente en el poder judicial para referirse a la máxima autoridad de la corte suprema, el tribunal constitucional, los tribunales especiales y algunos inferiores. 
También tribunales internacionales como la Corte Internacional de Justicia y la Corte Penal Internacional utilizan estas denominaciones.

### Otros puestos políticos
Presidente también puede ser el título del director ejecutivo en una división administrativa inferior, como los presidentes de las parroquias de Luisiana, los miembros presidentes de consejos municipales de las aldeas de Illinois en Estados Unidos o los presidentes de los cinco boroughs de la ciudad de Nueva York y los presidentes municipales (equivalentes a alcaldes) de los municipios de México. En Polonia, el presidente de la ciudad (en polaco: prezydent miasta) es la autoridad ejecutiva del municipio elegido en elecciones directas. En Alemania y Bélgica, los jefes de gobierno de las subdivisiones territoriales se llaman ministros presidentes.
Los gobernadores de las repúblicas étnicas de la Federación de Rusia solían tener el título de presidente, ocasionalmente junto con otros títulos secundarios como presidente del gobierno (también utilizado por el jefe del Gobierno ruso). Esto probablemente refleja el origen de las repúblicas rusas como patria de varios grupos étnicos: mientras que todos los sujetos federales de Rusia son actualmente iguales de iure, sus predecesores, las repúblicas autónomas socialistas soviéticas, solían disfrutar de más privilegios que los krais y óblasts ordinarios de la República Socialista Federativa Soviética de Rusia (como mayor representación en el Sóviet de las Nacionalidades). Por tanto, las repúblicas autónomas socialistas soviéticas y sus posteriores sucesoras tendrían más en común con los estados nación que con las divisiones administrativas ordinarias, al menos en espíritu, y elegirían los títulos en consecuencia. En el transcurso de la década de 2010, los presidentes de las repúblicas rusas cambiarían progresivamente su título por el de jefe (en ruso: глава), una propuesta sugerida por el presidente de Chechenia Ramzán Kadírov y luego promulgada por el Asamblea Federal de Rusia y el presidente Dmitri Medvédev en 2010. Sin embargo, a pesar de esto, los presidentes de Tartaristán rechazarían este cambio y, a partir de 2017, conservarían su título en oposición la ley rusa. La nueva denominación no dio lugar a ningún cambio en los poderes ejercidos por los gobernadores.
El lord presidente del Consejo es uno de los grandes oficiales de Estado del Reino Unido que preside las reuniones del Consejo Privado británico; el Gabinete encabezado por el primer ministro es técnicamente un comité del Consejo y todas las decisiones del Gabinete se aprueban formalmente a través de decretos del Consejo (Order-in-Council). Aunque el lord presidente es miembro del Gabinete, el puesto es en gran medida ceremonial y tradicionalmente se otorga al líder de la Cámara de los Comunes o al de la Cámara de los Lores.

### «Expresidente inmediato»
Algunas organizaciones pueden tener un cargo de expresidente inmediato, además del de presidente. En esas organizaciones, cuando una persona completa el mandato del presidente ocupa automáticamente el cargo de expresidente inmediato. La organización puede tener tal cargo solo si los estatutos así lo prevén. Los deberes de tal cargo también tendrían que estar previstos en la normativa.

### Subordinados
Según la organización y su tamaño, puede haber uno o varios «vicepresidentes» y, a veces, varios «presidentes adjuntos» o «vicepresidentes adjuntos». Estos puestos no tienen el mismo poder sino más bien una posición subordinada al presidente. Sin embargo, las funciones pueden transferirse en circunstancias especiales al vicepresidente o los adjuntos. Normalmente, los vicepresidentes tienen algún poder y responsabilidades especiales por debajo del presidente. La diferencia entre los vicepresidentes y los vicepresidentes adjuntos/asociados es que a los primeros se les permite legalmente dirigir una organización, ejerciendo los mismos poderes (además de ser el segundo al mando), mientras que a los segundos no.

## Símbolos presidenciales
Como jefe de Estado, en la mayoría de los países el presidente tiene derecho a ciertos privilegios y puede tener una residencia prestigiosa, generalmente una lujosa mansión o palacio, a veces más de uno (por ejemplo, residencias de verano e invierno o una villa de retiro en el campo). Los símbolos habituales del cargo puede incluir un uniforme oficial, condecoraciones, un sello presidencial, un escudo de armas, un pabellón y otros accesorios visibles, así como honores militares como saludos con armas y fanfarrias, y una guardia presidencial. Un símbolo común es la banda presidencial que usan con mayor frecuencia los presidentes de América Latina y África como símbolo de la continuidad del cargo.

## Procedimientos disciplinarios
Si el presidente abusa de la autoridad otorgada por los estatutos o leyes, incurre en mala conducta o no cumple con sus deberes y obligaciones oficiales podría enfrentar procedimientos disciplinarios o penales —según sea el caso—, como la censura, suspensión, separación o destitución del cargo. Las reglas de la organización o asamblea y las leyes nacionales deben detallar sobre quién y dónde se pueden realizar estos procedimientos disciplinarios y las acciones a efectuar.

## Forma femenina del título y desdoblamiento

### Evolución lingüística
Según la Real Academia Española (RAE), la voz presidenta está documentada en español desde el siglo XV. En una traducción anónima al castellano del Libro de las mujeres de Francesc Eiximenis, publicada c. 1448, se encuentra el testimonio más antiguo de la variante femenina, según el corpus del Diccionario histórico de la lengua española (2013) de la RAE:

El Papa Gregorio, segunt que he entendido, estando en Auiñón fue informado que vna monja traýa Paternostres aljofarados o con aljófar, & con diuersas deuisas, & se traýa muy seglarmente. E commo falló que era verdat, fizo vesitar el dicho monesterio a vn rreligioso de que él fiaua. E commo después de la vesitaçión él fallase & fuese informado que la dicha rreligiosa era muy vana & seglar, & enamoradiza de seglares & toda rrepugnante a su presidenta; e commo sopiese que el fecho encubierto & disimulado en fauor de la dicha monja, & la muger que la rregía se lo callase & lo encubriese, parando mientes en esto, el dicho santo padre a cada vno d'ellos dispuso de su grado por todos tienpos grant confusión, deziendo que grant parte de quantos rreligiosos se dañauan [...]

La quinta edición del Diccionario de la lengua castellana (1803) de la RAE incorporó por primera vez el lema presidenta junto en el de presidente con los siguientes significados:

PRESIDENTA. s. f. La muger del presidente, ó la que manda y preside en alguna comunidad. Praesidis uxor, praeses faemina.

PRESIDENTE. s. m. El que preside, manda y prefiere á otros. Tómese regularmente por el que es cabeza, ó superior de algún consejo, tribuna, ó junta. Praeses, praefectus.

Si bien la voz presidenta está documentada en el registro culto desde el siglo XV, ya existía en esta época un debate sobre esta palabra y otros sustantivos terminados en -nte. En 1787, Tomás de Iriarte publicó una respuesta a un carta inserta en el Diario de Madrid que reprobaba el uso de presidenta:

... tampoco hay duda en que quando pasan á ser substantivos, suelen mudar la e en a, conforme á la índole de nuestra lengua [...]. Así, pues, se dice generalmente, y sin que haya que replicar en contra, Regenta, Asistenta, Intendenta, para denotar las mugeres de los Regentes, Asistentes e Intendentes. En Palacio hay el empléo de Tenienta de Aya [...]. [...] en Cádiz no hay quien no llame Presidenta á la muger del Presidente del Tribunal de la Contratación [...].

Aunque antiguamente presidenta se empleaba principalmente para referirse a la «mujer del presidente», este significado cambió a finales del siglo XX y principios del XXI por hablantes que explícitamente quieren expresar que hay mujeres presidiendo una reunión, un órgano público, un Gobierno o una sociedad, así como a una jefa de Estado.
Respecto a los sustantivos terminados en -nte, cuando se refieren a mujeres es habitual que se cambie a -nta: vicepresidente/vicepresidenta, pariente/parienta, gerente/gerenta, sirviente/sirvienta, cliente/clienta, infante/infanta... Algunas personas señalan que dicha variación es inconsistente porque no se utiliza en otras palabras con la misma terminación, como docente, ignorante, estudiante... Sobre esto, el Diccionario de dudas y dificultades de la lengua española (1998) de Manuel Seco indica que:

Los nombres cuya forma masculina termina en -e tienen en unos casos el femenino en -a: jefe jefa, monje monja, sastre sastra, presidente presidenta, infante infanta, cliente clienta, dependiente dependienta, gigante giganta, elefante elefanta; en otros casos el femenino es invariable: contribuyente, figurante, concursante, cantante. En algunos casos la variación o no variación depende de aspectos semánticos: ayudante, asistente. En el habla coloquial, al menos para la terminación -nte, se da más a menudo la variación: estudiante estudianta, visitante visitanta, concursante concursanta, principiante principianta; Cervantes escribió «la preguntanta» (Quijote, II. 1060).

También otros críticos se oponen al uso de la terminación femenina -nta en estos casos, argumentando que si de presidente se forma presidenta, entonces habría que formar los masculinos *presidento, *gobernanto, *gerento... Asimismo, sostienen que presidente es el participio activo de «presidir» y que se forma con la raíz de dicho verbo presid- más el también participio pasivo de «ser», que sería *ente (en realidad, tal vocablo es, aunque en desuso, eseyente, no *ente). Sin embargo, el Diccionario de la lengua española (2014) indica que el sufijo -nte «forma adjetivos deverbales, llamados tradicionalmente participios activos», y que «muchos de estos adjetivos suelen sustantivarse, y algunos se han lexicalizado como sustantivos y han generado, a veces, una forma femenina en -nta: dirigente, dependiente, dependienta». Por su parte, la Nueva gramática de la lengua española (2009), elaborada por la Asociación de Academias de la Lengua Española, señala que presidente no se ha formado a partir de presidir, ya que el sustantivo ingresó como un cultismo en el léxico español un siglo antes que el verbo. Asimismo, esta obra indica que «las alternancias de -nte/-nta [...] no afectan el significado del sustantivo, sino al sexo de la persona designada», por lo que es válido construir su femenino cambiando la e final por la a para formar «presidenta». Por su terminación la palabra presidente también puede funcionar como sustantivo común en cuanto al género y anteponerse el artículo femenino correspondiente («la infante», «la vidente», «la paciente», «la sirviente», «la presidente»).

### Controversia
El asunto ha continuado vigente más allá de los círculos académicos, avivando los debates sociales y políticos de las últimas décadas con polémicas entre lenguaje no sexista y gramática normativa y a veces también relacionado con las controversias entre progresismo y conservadurismo social.
En 2019, en Argentina, el senador nacional José Mayans se dirigió a la titular del Senado, Cristina Fernández de Kirchner, como «presidente» del cuerpo en lugar de «presidenta», que ella misma solicitó. A raíz del hecho y del debate comunitario suscitado, una usuaria de la red social Twitter preguntó en el perfil de la Real Academia Española (RAE) si correspondía decir «presidente» o «presidenta», que le respondió:

En referencia a una mujer, la opción más adecuada hoy es usar la forma «presidenta», femenino documentado en español desde el s. XV y presente en el diccionario académico desde 1803.

Poco después, la senadora nacional Silvia Beatriz Elías de Pérez volvió a insistir en el tratamiento de «presidente» a Fernández de Kirchner, que devolvió el trato llamándola «senador». Un caso similar tuvo lugar en 2022 con el diputado Javier Milei al dirigirse a la titular de la Cámara de Diputados, Cecilia Moreau, cuando explicó que la palabra presidente «tiene que ver con el acto de presidir un ente, no hay ‘enta’», por lo que la forma femenina no tendría sentido. Luego indicó que, si bien acepta los «desvíos» de la RAE, la Constitución de la Nación Argentina define el cargo con el nombre de «presidente».
En 2020, en España la diputada Inés María Cañizares Pacheco, portavoz adjunta de Vox, se dirigió a Meritxell Batet, presidenta del Congreso de los Diputados, como «presidente». El diputado Marcos de Quinto, de Ciudadanos, añadió a la polémica: «Señora que preside, presidenta o presidente, sírvase usted».

### Uso y desdoblamiento en textos oficiales
Las constituciones de algunos países, como en la de Ecuador y la de Venezuela, utilizan el desdoblamiento de género mediante la fórmula «presidente o presidenta» para evitar el masculino genérico. Recientemente se quiso implementar en la Constitución española de 1978 y en la propuesta de Constitución Política de la República de Chile de 2022.
La práctica del desdoblamiento de género en español sin excederse ha sido recomendada por organizaciones internacionales como las Naciones Unidas (ONU), el Mercosur, instituciones públicas de Argentina, Chile, España, México y Uruguay y centros educativos como la Universidad Nacional de General San Martín, Sinaloa,
La ONU ha impulsado el uso del desdoblamiento en forma mesurada, en el marco de su «Estrategia para todo el Sistema sobre la paridad de género» y las «Orientaciones para el empleo de un lenguaje inclusivo en cuanto al género en español»:

El desdoblamiento consiste en utilizar la versión femenina y masculina de la misma palabra. Como estrategia puede utilizarse cuando se quiere hacer visibles tanto a mujeres como a hombres. No obstante, se recomienda no abusar de él,...

El desdoblamiento ha sido rechazado por la RAE como circunloquios innecesarios, pero no hay registro de rechazo por parte de las otras 23 academias de la lengua española de los demás países. La posición de la RAE es que «presidente de la República», «presidente del Gobierno», etc., son expresiones nominales definidas construidas con masculino genérico y que poseen o no valor inclusivo en función del contexto sintáctico en el que se encuentren, pues «conviene diferenciar lingüísticamente la denominación de todo cargo, órgano, puesto o dignidad de la mención de la persona que los ocupa»:

La lectura predicativa de las expresiones nominales definidas referidas a cargos, puestos o dignidades es también la que prevalece en el texto constitucional. El grupo sintáctico el Presidente del Congreso no significa en nuestra Carta Magna “el varón que ocupe la presidencia del Congreso”, sino “la persona que ocupe la presidencia del Congreso” (o bien “quien ejerza el cargo de Presidente del Congreso”). [...] Es oportuno recordar, además, que los nombres comunes que designan títulos, cargos, puestos o dignidades se pueden aplicar a las mujeres usados en masculino (como en La mujer que ocupa el cargo de Defensor del Pueblo; Ella superó las oposiciones de abogado del Estado) o en femenino (La mujer que ocupa el cargo de Defensora del Pueblo; Ella superó las oposiciones de abogada del Estado). [...]

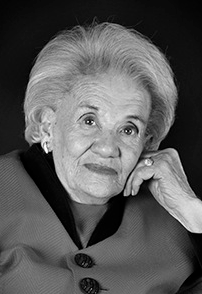
Lidia Gueiler fue la primera jefa de Estado, aunque interina, en utilizar el título de «presidenta de la República» en documentos oficiales.

Entre las jefas y vicejefas de Estado hispanoamericanas que han usado la denominación «presidenta de la República» en leyes, decretos y actos oficiales están: Lidia Gueiler (interina: 1979-1980), Rosalía Arteaga (interina: 1997), Mireya Moscoso (1999-2004), Michelle Bachelet (2006-2010, 2014-2018), Cristina Fernández de Kirchner (2007-2015; vicepresidenta: 2019-2023), Laura Chinchilla (2010-2014), Jeanine Áñez (interina: 2019-2020), Xiomara Castro (2022-2026), Dina Boluarte (interina: 2022-2023) y Claudia Sheinbaum (2024-2030); como «vicepresidenta de la República» están: Lineth Saborío Chaverri (2002-2006), Ana Vilma de Escobar (2004-2009), Lourdes Mendoza del Solar (2006-2011), Gladys María Bejerano Portela (2009-2019), Marisol Espinoza (2011-2016), Roxana Baldetti (2012-2015), Margarita Cedeño (2012-2020), Raquel Peña (2020-2024), Ana Helena Chacón (2014-2018), Isabel de Saint Malo (2014-2019), Gabriela Michetti (2015-2019), Mercedes Aráoz (2016-2020), María Alejandra Vicuña (2017-2018), Lucía Topolansky (2017-2020), Beatriz Argimón (2020-2025), Alicia Pucheta (2018), Epsy Campbell Barr (2018-2022), Marta Lucía Ramírez (2018-2022), Mary Munive Angermüller (2022-2026), Francia Márquez (2022-2026), Rosario Murillo (2017-2025; «copresidenta»: 2025-) y
Delcy Rodríguez (2018-). Solamente María Estela Martínez de Perón (interina: 1974-1976; «vicepresidente»: 1973-1974) y Violeta Barrios de Chamorro (1990-1997) firmaron como «presidente de la República» durante sus mandatos.
En el caso de Brasil, su discurso inaugural e incluso antes de asumir el cargo, Dilma Rousseff (2011-2016) dijo que prefería que la llamaran «presidenta» (en portugués: presidenta), pero desde su elección no hubo una posición oficial sobre el tema, lo que generó cierta confusión. Si bien la norma cultural del portugués establece presidente como común en cuanto al género, los diccionarios más importantes también registran, casi siempre acompañado de las debidas reservas, el término presidenta. Pese a la aprobación lingüística y por preferencia de Rousseff, los medios no establecieron ninguna estandarización y utilizaron tanto «la presidente» (a presidente) como «presidenta» en referencia a ella. En su mandato, Rousseff promulgó la legislación como 
«la presidenta de la República» (en portugués: a presidenta da República).
Kamala Harris (2021-2025) era titulada «vicepresidenta de los Estados Unidos de América» en la traducción oficial hispana de la Casa Blanca.